# Buffet du château du Bost

Le buffet du château du Bost est un bahut en bois fabriqué en 1604 et situé au château du Bost à Bellerive-sur-Allier, commune limitrophe de Vichy dans l'Allier. Comme le château, il est propriété de la commune de Bellerive. Il est classé Monument historique à titre d'objet le 11 octobre 1962. 